# Echinogorgia ramulosa
Echinogorgia ramulosa är en korallart som först beskrevs av Gray 1870.  Echinogorgia ramulosa ingår i släktet Echinogorgia och familjen Plexauridae. Inga underarter finns listade i Catalogue of Life.